# Cucuron
Cucuron ist eine französische Gemeinde mit 1849 Einwohnern (Stand 1. Januar 2022) im Département Vaucluse in der Region Provence-Alpes-Côte d’Azur. Sie gehört zum Arrondissement Apt und ist Mitglied im Gemeindeverband Communauté Territoriale Sud-Luberon. Die Bewohner werden Cucuronnais und Cucuronnaises genannt.

## Geographie
Cucuron befindet sich in der Provence im Südosten des Départements Vaucluse etwa 12 Kilometer südöstlich von Apt und etwa 27 Kilometer nördlich von Aix-en-Provence. Im Norden der Gemeinde erhebt sich das Gebirge des Luberon. Das Gemeindegebiet ist Teil des Regionalen Naturparks Luberon.
Das Dorf selbst liegt auf einem dominanten Hügel aus lehmigem Sandfelsen, der bis zu 375 m hoch ist. Es ist umgeben von Hügeln mit Weinbergen und Gemüseanbau, Getreideanbau oder landwirtschaftlichem Brachland. Mehrere Wasserläufe bewässern die Gemeinde, darunter die torrents („Wildbäche“) Vabre und Ermitage.
Umgeben wird Cucuron von den sechs Nachbargemeinden:
| Sivergues |                                             | Auribeau           |
| Vaugines  | Kompassrose, die auf Nachbargemeinden zeigt | Cabrières-d’Aigues |
|           | Ansouis                                     | Sannes             |

## Verkehr
Im Ortszentrum kreuzen sich mehrere Departementsstraßen. Die D56 und D27 führen westlich nach Vaugines bzw. Lourmarin. Die D27 verläuft südöstlich weiter nach Sannes, während die D56 südlich zum Ort Ansouis abzweigt. Die D182 geht Richtung Süden zur Durance und trifft dort auf die größere Ost-West-Verbindung D973. Über die D189 gelangt man zum östlichen Nachbarort Cabrières-d’Aigues.

## Geschichte
In Cucuron bestand im ersten vorchristlichen Jahrhundert eine wichtige gallo-römische Niederlassung. Darauf deuten eine römische Villa im Viertel von Viely und ein Mausoleum im Viertel von Pourrières hin, das etwa 1970 entdeckt wurde und im Marc-Deydier-Museum ausgestellt ist.
Der mittelalterliche Stadtkern, den die Familie Reillanne-Valence um einen befestigten Hügel herum aufbaute, entstand im elften Jahrhundert. Dank ihrer günstigen Lage an Handelswegen und der Salzstraße wuchs die Stadt rasch an, so dass sie im dreizehnten Jahrhundert an die Grenzen ihrer zweiten Ummauerung stieß. Eine weitere Stadtmauer musste gebaut werden. In den Hugenottenkriegen musste sich die gut gesicherte Innenstadt von Cucuron als katholische Enklave umgeben von protestantischen Dörfern bewähren. Während der Großen Pest von 1720 wurde gut ein Drittel der Bevölkerung ausgelöscht. Im neunzehnten Jahrhundert verschlimmerte die mit dem wirtschaftlichen Niedergang einhergehende Landflucht den Bevölkerungsrückgang noch weiter. Erst zur Zeit des Ersten Weltkrieges konnte sich die Wirtschaft wieder erholen, die sich von nun an auf Wein- und Gemüseanbau konzentrierte.

### Ortsname
Der Ortsname soll einer Legende nach auf Cäsar zurückgehen, der bei den fliehenden Einwohner gerufen haben soll: Cucurrunt? („Warum rennen sie?“).

### Bevölkerungsentwicklung
| Jahr      | 1962 | 1968 | 1975 | 1982 | 1990 | 1999 | 2006 | 2018 |
| --------- | ---- | ---- | ---- | ---- | ---- | ---- | ---- | ---- |
| Einwohner | 1033 | 1177 | 1206 | 1409 | 1624 | 1792 | 1814 | 1759 |

## Kultur und Sehenswürdigkeiten

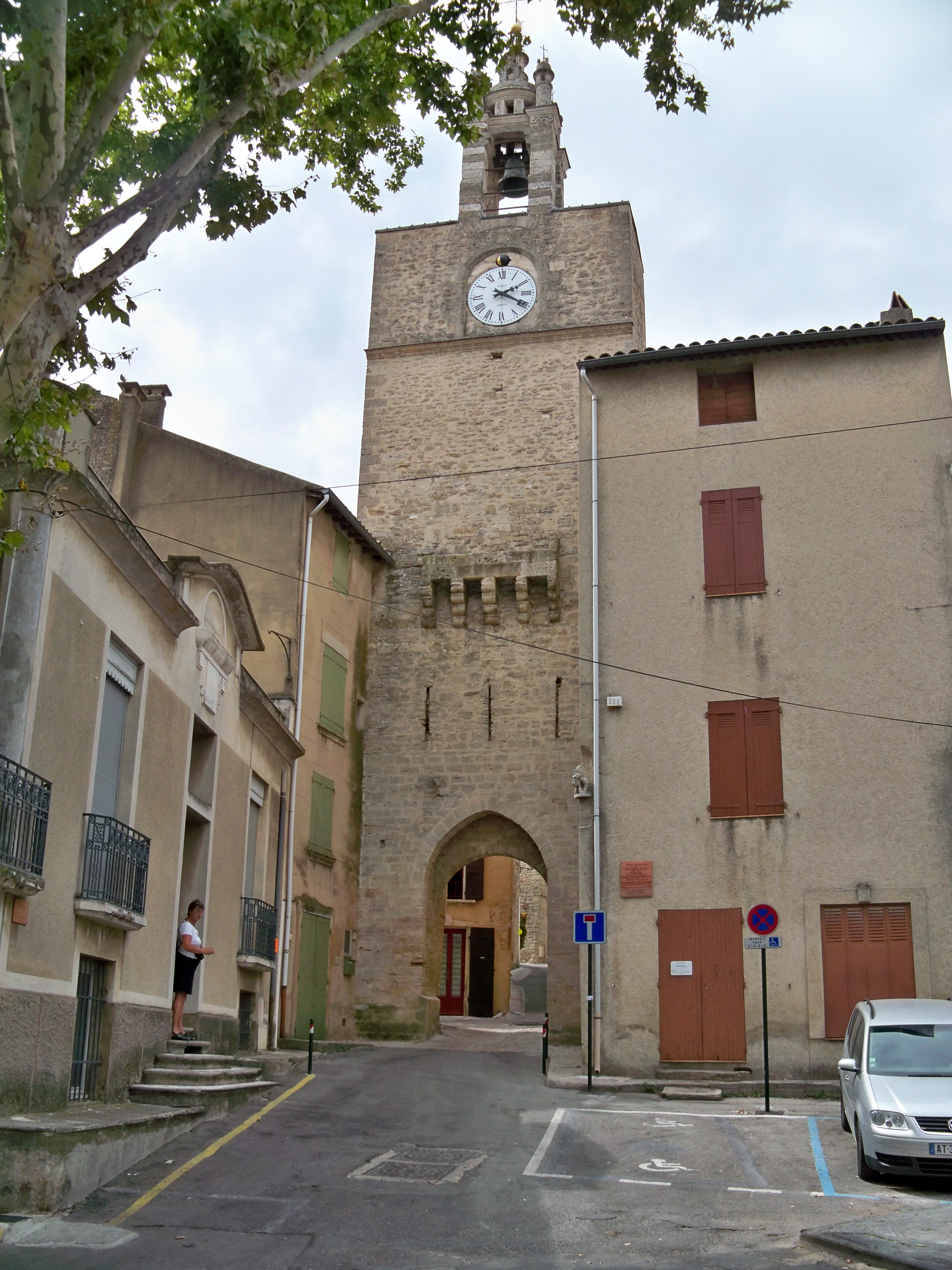
Belfried

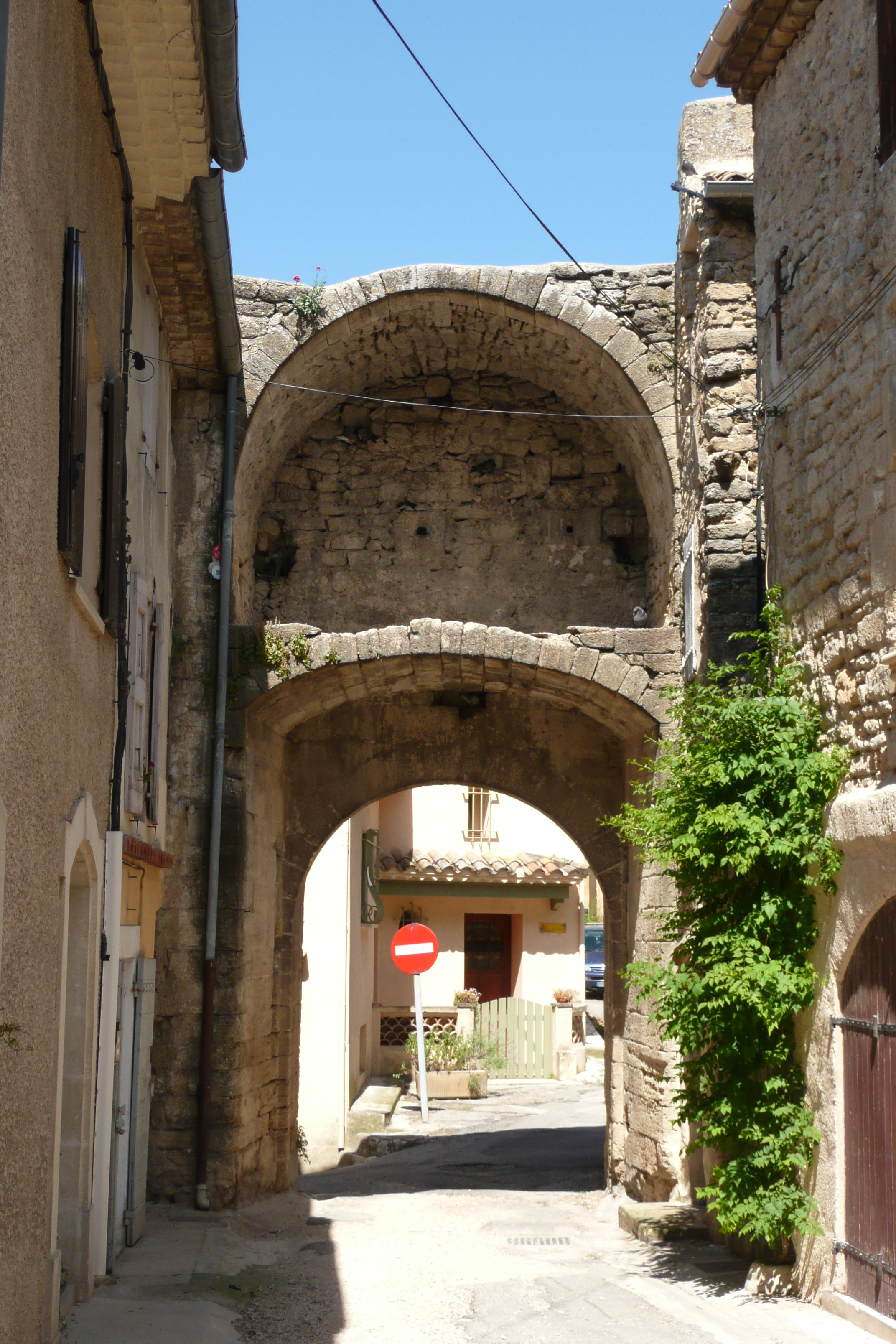
Mittelalterliches Stadttor

Die Ortschaft von Cucuron liegt am Fuße des Grand Luberon und ist ein typisches Beispiel eines provenzalischen Dorfes: die Straßen verlaufen kreisförmig rund um das Zentrum, wo sich die Kirche und mittelalterliche Häuser befinden. Die Entwicklung der Stadt wandelte sich nach und nach, ähnlich wie bei Ansouis, mit dem Bau der neuen Stadtmauer. Die schöne einheitliche Struktur mitsamt den Dächern verleiht dem Dorf eine Authentizität, die auch von Filmemachern geschätzt wird. Der Ort gilt als Schauplatz für Filme wie Der Husar auf dem Dach (1995) von Jean-Paul Rappeneau nach dem gleichnamigen Roman von Jean Giono sowie Ein gutes Jahr (2005) von Ridley Scott.
Von den einstigen Befestigungsanlagen sind heute noch einige Reste sichtbar. Der Belfried wurde 1540 auf einem Tor der Stadtummauerung aus dem 13. Jahrhundert errichtet und wird von einer kleinen Laterne und einem Heiligen Kreuz gekrönt. Bei dem Insekt unterhalb des Kreuzes handelt es sich um einen Rüsselkäfer, da es nach einer Redewendung heißt: quand le charencon est dans le clocher, il n'est pas dans les blés ("Wenn der Rüsselkäfer im Turm ist, ist er nicht im Korn"). Der Uhrturm symbolisiert die frühe Selbstständigkeit der Stadt, die von den finanziellen Schwierigkeiten ihres Grundherren profitierte und sich im 14. Jahrhundert einige ihrer Rechte erkaufte.
Die interessantesten Überreste der Befestigungsanlage sind die beiden Tore Portail de Cabrières und Portail de Ginoux und ein Turm, der Tour Ronde Suspous, die allesamt innerhalb des zwischen 1545 und 1548 entstandenen dritten Ringes liegen. Entlang den engen Gassen durch das Dorf finden sich viele bemerkenswerte Häuser aus dem 14. bis 18. Jahrhundert, von denen bei manchen das Gips-Dekor (gypserie) noch erhalten ist, wie zum Beispiel beim Stadthaus Bérard du Roure (aktuelle Mairie).

### Notre-Dame-de-Beaulieu
Die Pfarrkirche von Cucuron wurde im 13. Jahrhundert erbaut um dem schnellen Bevölkerungszuwachs gerecht zu werden. Sie liegt auf einem Hügel über dem Dorf und ist mit einem 24 Meter hohen Glockenturm aus dem 16. Jahrhundert ausgestattet. Die Kirche und der Kirchturm spielen eine wichtige Rolle beim Maibaumfest, das am vorletzten Samstag im Mai gefeiert wird. Dabei wird von den jungen Einheimischen eine große Pappel geschnitten und in einer Prozession vor die Kirche getragen, wo sie eingepflanzt wird und diese an Höhe übertreffen muss. Der Brauch wird zu Ehren der Heiligen Tullia begangen, der Schutzpatronin des Dorfes, die die Einwohner 1720 vor der Pest bewahrte.

### Museum Marc-Deydier
Das im 18. Jahrhundert errichtete Stadthaus Bouliers beherbergt das Museum Marc-Deydier, in dem verschiedene archäologische Sammlungen ausgestellt sind, vor allem römische Artefakte. Die meisten Objekte wurden bei Ausgrabungen im Luberon-Massiv entdeckt. Ein Herzstück des Museums ist eine Stele aus der späten Bronzezeit, die auf dem Gemeindegebiet ausgegraben wurde. Sie zeigt die Darstellung eines Kriegers, der durch sein Helm, Schwert und Schild symbolisiert wird und circa 1000 v. Chr. lebte. In Westeuropa ist keine andere Stele von diesem Typ bekannt.
Weiterhin sind in dem Museum zwischen 1890 und 1900 aufgenommene Daguerreotypie-Platten von Marc Deydier zu sehen, der als Notar in Cucuron arbeitete und sich daneben für Geschichte und Archäologie interessierte. Einige Ausstellungsstücke sind dem ländlichen Leben im frühen 20. Jahrhundert gewidmet.

### Sonstiges

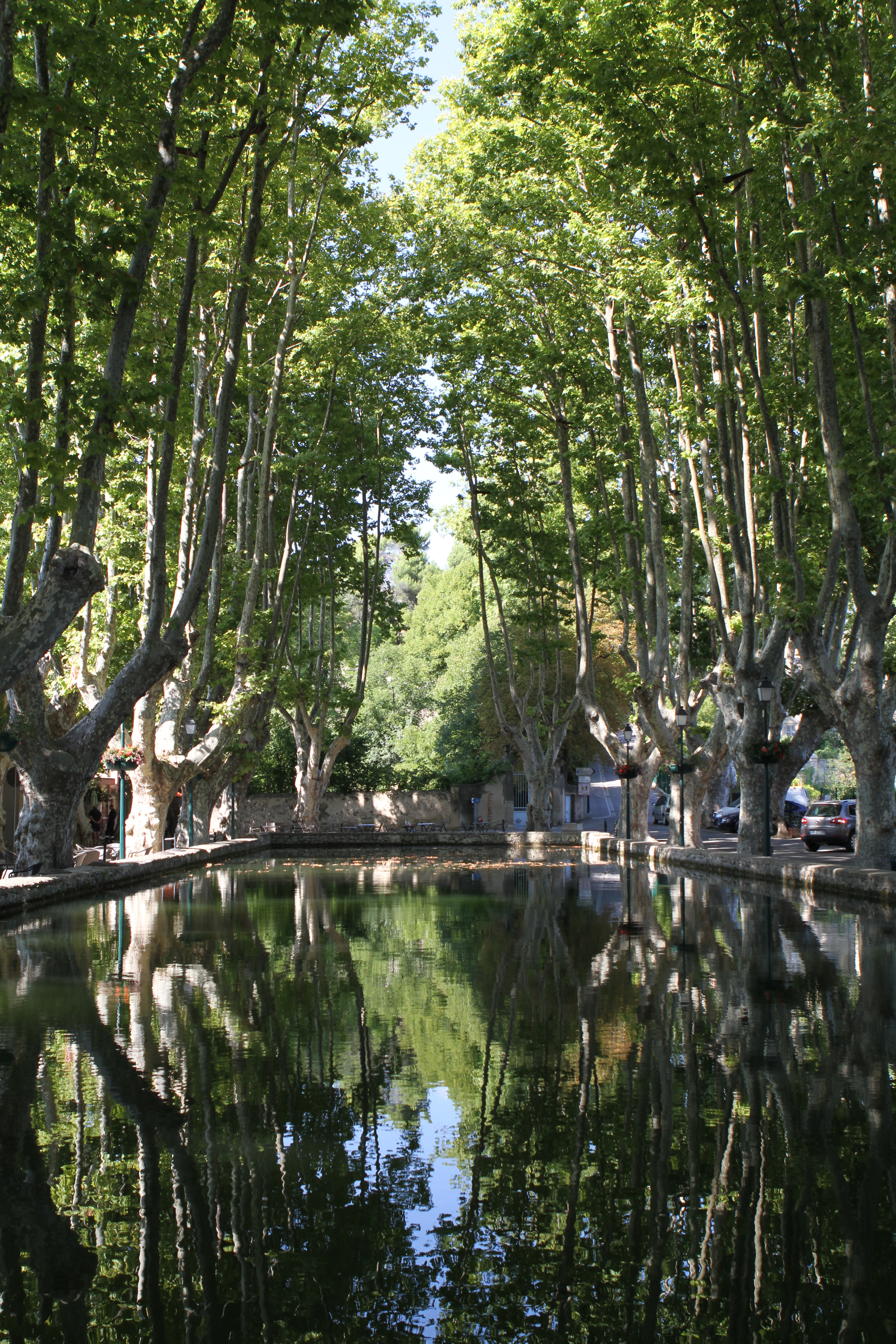
Von Platanen umgebener Löschwasserteich

Der sich nördlich der Stadtmauer befindliche künstliche Löschwasserteich wurde ursprünglich im 16. Jahrhundert für die Versorgung von drei Getreidemühlen angelegt. Er ist mit einer Platanen-Reihe umgeben und dient im Sommer als schattiger Erholungsort.
Vom Gelände der Winzergenossenschaft führt ein Weinlehrpfad quer durch Wein- und Olivengärten.
Auf dem Gemeindegebiet von Cucuron befindet sich eine Ausgrabungsstätte des geologischen Luberon-Naturparks. Sie wurde von Marc Deydier im Rotlehm entdeckt und vom Paläontologen André Gaudry ausgegraben. Hunderte von Knochen von sehr unterschiedlichen Wirbeltierarten wurden entdeckt: Nashörner, Gazellen, Deinotherien (Verwandte des Elefanten), Riesenschildkröten sowie Eckzähne von Säbelzahntigern. Zusätzlich konnte das nahezu vollständig erhaltene Skelett eines Hipparions (kleines primitives dreizehiges Pferd) geborgen werden.